# Reserva Natural de Laulaste
A Reserva Natural de Laulaste é uma reserva natural localizada no condado de Pärnu, na Estónia.
A área da reserva natural é de 1066 hectares.
A área protegida foi fundada em 2005 para proteger valiosos tipos de habitat e espécies ameaçadas em Massiaru e na vila de Majaka.